# 2-Арахидоноилглицерин
2-Арахидоноилглицерин, 2-AG (сокр.), представляет собой эндогенный каннабиноидный нейротрансмиттер, эндогенный агонист рецептора CB1 и первичный эндогенный лиганд рецептора CB2. Это сложный эфир арахидоновой кислоты и глицерина. Он присутствует на относительно высоких уровнях в ЦНС с нейромодулирующим эффектом каннабиноидов. Он был обнаружен в материнском коровьем и человеческом молоке. Впервые химическое вещество было описано в 1994-1995 годах, хотя и было обнаружено раньше. Активность фосфолипазы С (PLC) и диацилглицероллипазы (DAGL) опосредует его образование. 2-AG синтезируется из арахидоновой кислоты, содержащей диацилглицерин (DAG).

## Встречаемость
2-AG, в отличие от анандамида, присутствует на относительно высоких количествах в центральной нервной системе; это самый распространённый молекулярный вид моноацилглицерина, обнаруженный в мозге мышей и крыс (~5-10 г/моль). Обнаружение 2-AG в ткани мозга затруднено относительной лёгкостью его изомеризации в 1-AG (англ.) при стандартных условиях экстракции липидов. Он был обнаружен как в материнском коровьем, так и в человеческом молоке.

## Открытие
2-AG был открыт Рафаэлем Мешуламом и его учеником Шимоном Бен-Шабатом. О существовании 2-AG знали ранее, но обнаружение у млекопитающих и его сродство к каннабиноидным рецепторам были впервые описаны в 1994-1995 годах. Исследовательская группа из Университета Тейкё сообщила о сродстве 2-AG к каннабиноидным рецепторам в 1994-1995 годах, но о выделении 2-AG в кишечнике собак впервые сообщила в 1995 году исследовательская группа Рафаэля Мешулама из Еврейского университета в Иерусалиме, которая дополнительно охарактеризовала его фармакологические свойства in vivo. 2-AG, второй обнаруженный эндоканнабиноид после анандамида. Эндоканнабиноид указал на существование каннабиноидной нейромодуляторной системы в нервной системе.

## Фармакология
В отличие от анандамида образование 2-AG зависит от кальция и опосредовано активностью фосфолипазы С (PLC) и диацилглицероллипазы (DAGL). 2-AG действует как полный агонист рецептора CB1. В концентрации 0,3нМ 2-AG вызывает быстрое временное увеличение внутриклеточного свободного кальция в клетках глиомы нейробластомы X NG108-15 посредством механизма, зависящего от рецептора CB1. 2-AG гидролизуется in vitro моноацилглицероллипазой (MAGL), амидгидролазой жирных кислот (FAAH) и неохарактеризованными ферментами серингидролазы ABHD2, ABHD6 и ABHD12. Точный вклад каждого из этих ферментов в прекращение передачи сигналов 2-AG in vivo неизвестен, хотя считается, что MAGL отвечает за ~85% этой активности в головном мозге. Были идентифицированы транспортные белки (англ.) для 2-AG и анандамида. К ним относятся белки теплового шока (Hsp70) и белки, связывающие жирные кислоты (FABP).

## Биосинтез
2-AG синтезируется из арахидоновой кислоты, содержащей остаток диацилглицерина (DAG), который образуется в результате увеличения метаболизма инозитол фосфолипидов под действием диацилглицероллипазы. Молекула также может быть образована такими путями, как гидролиз, полученный (с помощью диацилглицерина) как из фосфатидилхолина (PC), так и из фосфатидной кислоты под действием липазы DAG, и гидролиз арахидоновой кислоты, содержащей остаток лизофосфатидной кислоты, под действием фосфатазы.